# Machlotica chrysodeta
Machlotica chrysodeta är en fjärilsart som beskrevs av Edward Meyrick 1909. Machlotica chrysodeta ingår i släktet Machlotica och familjen gnuggmalar. Inga underarter finns listade i Catalogue of Life.